# Synchiropus hawaiiensis
Synchiropus hawaiiensis es una especie de peces de la familia Callionymidae.

## Hábitat
Es un pez de mar y de aguas profundas que hasta los 296  m  de profundidad.

## Distribución geográfica
Se encuentran en las Islas Hawái.